# 比爾根傑

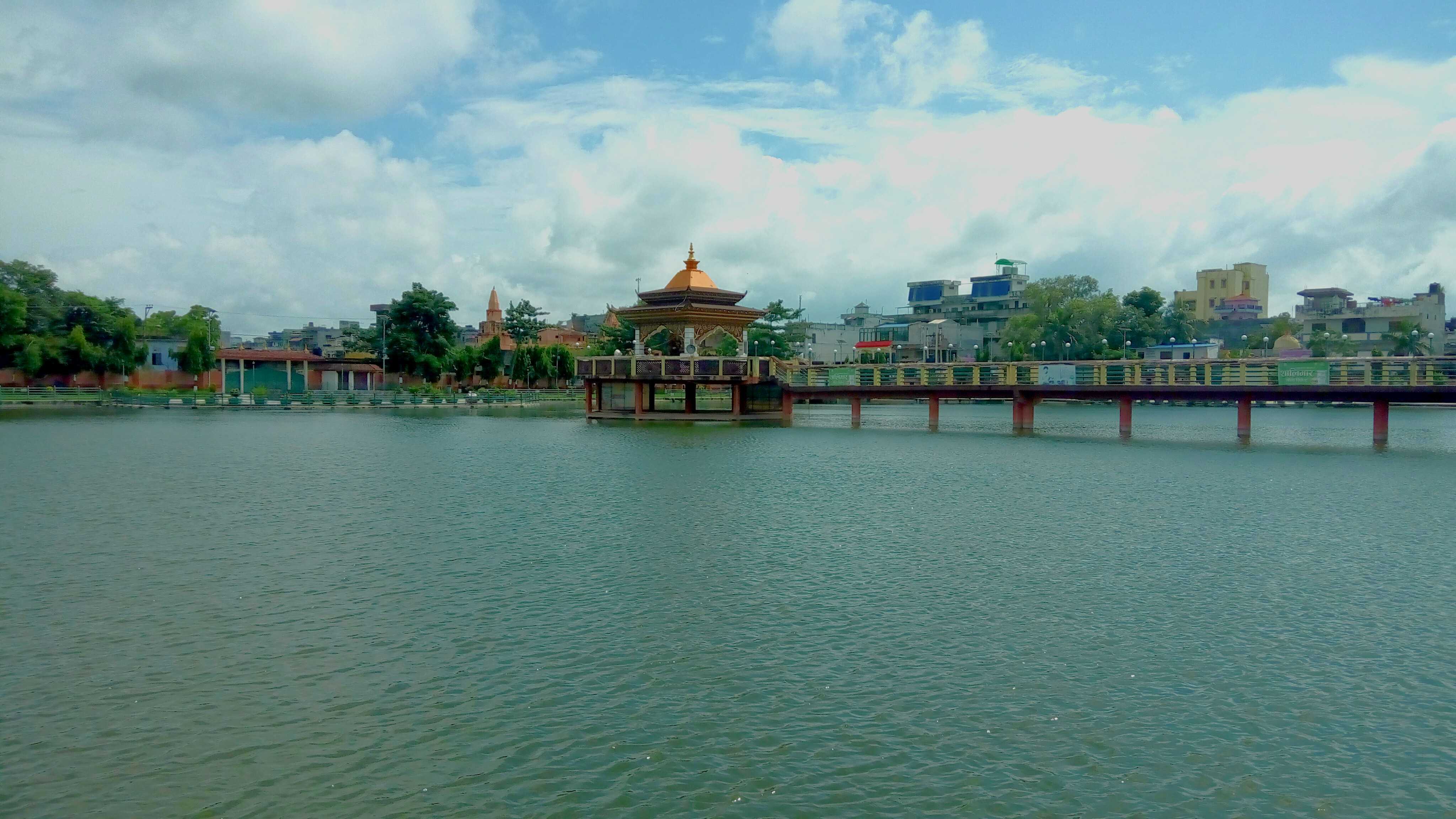
比爾甘傑

比爾甘傑是尼泊爾的城鎮，位於該國南部，由馬德什省負責管轄，距離首都加德滿都283公里，毗鄰與印度接壤的邊境，是進入尼泊爾的門戶，2021年人口268273人。 
比爾甘傑是拉納王朝首相莫漢·蘇姆謝爾·忠格·巴哈杜爾·拉納統治期間最早成立的三個城市之一。它於2017年5月22日與比蘭德拉納加爾和博卡拉一起被宣佈為大都會城市。

## 經濟
該鎮對尼泊爾具有重要的經濟意義，稱為“尼泊爾商業首都”，因為與印度的大部分貿易都是通過比爾甘傑進行，也是尼泊爾第五大人口大都市。
比爾甘傑也是尼泊爾的工業中心，有許多大型工業企業-糖廠，造紙，化學和製藥工業以及煙草、製衣廠。它也是一個主要的漁業和捕魚中心的所在地。
在識字方面，66.5%的人會讀和寫，2.4%的人只會讀，31.0%的人既不會讀也不會寫。

## 外部連結
- Birganj （页面存档备份，存于） at SitaNepal